# Norberto Liberator
Norberto Liberator Neto (Araçatuba, Brasil) é um jornalista, ilustrador e quadrinista brasileiro, membro fundador da Revista Badaró, veículo brasileiro dedicado ao jornalismo em quadrinhos. Costuma assinar seus trabalhos com as abreviações NL e N. Liber.
Radicado em Campo Grande (Mato Grosso do Sul), sua primeira publicação jornalística em quadrinhos foi "Diasporados" (2018), seu trabalho de conclusão de curso pela Universidade Federal de Mato Grosso do Sul. A obra foi a primeira reportagem em quadrinhos de que se tem registro na região Centro-Oeste; venceu o Troféu Expocom no 21º Congresso de Ciências da Comunicação da Região Centro-Oeste, da Intercom, e foi finalista do 41º Prêmio Jornalístico Vladimir Herzog de Anistia e Direitos Humanos, ambos em 2019. 
Pela Badaró, Norberto foi novamente finalista do Prêmio Vladimir Herzog, desta vez sendo premiado com a Menção Honrosa na 43ª edição, em 2021. Em 2023, junto a Guilherme Correia, Iara Cardoso e Marina Duarte, foi vencedor do Prêmio Megafone de Ativismo na categoria Reportagem em Mídia Independente, pela reportagem em quadrinhos "Um povo, três massacres".
Além do jornalismo em quadrinhos, atua também como assessor de imprensa do vereador Jean Ferreira (PT) em Campo Grande desde janeiro de 2025, quando o parlamentar assumiu o cargo. Norberto é filiado ao Partido dos Trabalhadores e já atuou como marketeiro em campanhas da legenda.
Anteriormente, foi assessor de Comunicação da Associação dos Docentes da UFMS (Adufms) por quatro anos (entre 2021 e 2025), além de ter colaborado com a Associação dos Docentes da UEMS (Aduems) e veículos como Opera Mundi, Catraca Livre, Diário do Centro do Mundo, Revista Movimento, Midiamax, entre outros.